# Kapy József
Kapi-vári Kapy József (Kapy-Töltszék (Sáros megye), 1767. január 4. – Pest, 1823. június 20.) bölcseleti doktor, császári és királyi tanácsos.

## Élete
Kapy József udvari consiliárius és Radvánszky Teréz fia. 1776-ban a kisszebeni gimnáziumban kezdte tanulását; 1782-ben a váci Theresianumba ment és 1784-ben bölcseleti doktor lett. Bécsben a külföldi jogot tanulta s Eperjesen a hazait, 1786-ban mind a kettőből censurált; azután Budán a helytartótanácsnál gyakornokoskodott és Borsodmegye aljegyzője lett. Az 1790. és 1792. évi országgyűlésekre Sárosmegye követül küldötte s 1793-ban a sérelmek orvoslására kiküldött bizottság tagjának választatott meg. 1798-ban töltszéki birtokára vonult. 1800-tól Sárosmegye aljegyzője, 1802-től a házi s hadipénztár perceptora. 1804-től jegyző s helyettes alispán. 1809-ben a tiszáninneni tábla számfeletti ülnöke lett, utóbb királyi tanácsos és több megyék táblabirája.

## Munkája
- Ad illustr. dnum Paulum juniorem Almásy de Zadány...totius litteralis hungarici gubernatorem incliti comitalus Crisiensis comitem...lonomasticon suum VIII. idus Januarii celebrantem adgratulatio eidem oblata. (Flumine, 1787.)

Kéziratai 12 füzetnek a Magyar Nemzeti Múzeumban: Descriptio historico-geographica Cottus Szeverinensis, littoralis hungarici, et vicinorum districtuum; adjectis documentis variis commercium maritimum Hung. concernentibus XVIII., XIX. Sec., ivrét 107 lap; Opuscula historica continentia historiam Imperatorum Habs. Lothar. Austriacorum, Regum Hung. Cottus Szeverinensis, Littoralis Hung. Baronum Hung., genealogico-Bioraphiam Kapyanam, ívrét, Elenchus Actarum Kapyanarum (1812.) ívrét. 255 lap.